# حسین جعفری
حسین جعفری (متولد ۱۳۰۶ در شهر همدان -) نماینده مردم کرمانشاه در اولین دوره مجلس شورای اسلامی بود. او با کسب ۱۶۷٬۵۷۷ رای برابر با ۵۶٫۱۰درصد آراء در انتخابات میاندوره ای سال ۱۳۶۱ انتخاب شد.